# Opava západ
Opava západ (Opawa zachód) – stacja kolejowa w Opawie, w kraju morawsko-śląskim, w Czechach przy ulicy Husova 204/19. Została otwarta w 1872. Znajduje się na wysokości 270 m n.p.m. i leży na linii kolejowej nr 310. W latach 1909–1945 istniała także linia łącząca ją ze stacją w Pilszczu.